# Rheydter SV
Der Rheydter Spielverein e. V., kurz Rheydter SV, ist ein Mehrspartensportverein aus dem Mönchengladbacher Stadtteil Rheydt in Nordrhein-Westfalen mit den rechtlich selbständigen Sektionen Fußball, Hockey und Tennis, Handball sowie Tischtennis. Der Verein wird auch einfach „RSV“ oder „Spö“ genannt.

## Entstehung und Struktur
Gegründet wurde der RSV am 21. Dezember 1905 von fußballbegeisterten Mitgliedern des Rheydter Turnvereins 1847, nachdem die Vereinsführung des Turnvereins den Kauf eines Fußballs untersagt hatte. Seit dem 22. Oktober 1909 ist der Verein als Rheydter Spielverein, Verein zur Pflege körperlicher Übungen im Vereinsregister eingetragen.
Neben dem Traditionsverein bestehen unter dem Namen Rheydter Spielverein für die einzelnen sportlichen Sektionen rechtlich selbständige eingetragene Vereine:
1. Rheydter Spielverein Hockey + Tennis (Eintragung im Vereinsregister 2001)
2. Rheydter Spielverein Handball (Eintragung im Vereinsregister 2002)
3. Rheydter Spielverein Tischtennis (Eintragung im Vereinsregister 2003)

## Bedeutende Stationen
1906 erfolgte die Aufnahme des Vereins in den Rheinisch-Westfälischen Spielverband und die Gründung der Leichtathletik-Abteilung. Bereits 1908 holte man die Bezirksmeisterschaft im Fußball. 1912 erfolgte die Gründung der Hockeyabteilung im Rheydter SV. Die Einweihung des Stadions an der Jahnstraße fand 1922 statt. 1948 begann der Stadionausbau von einer Zuschauer-Fassungszahl von 25.000 auf über 30.000. 1950 wurde durch Integration des Vereins Odenkirchen 05/07 die Tischtennisabteilung gegründet. 1950 stieg die Fußballmannschaft unter der Regie von Spielertrainer Fritz Pliska in die damals höchste deutsche Spielklasse, die Oberliga West, auf. Auf den Abstieg 1952 folgte unter Trainer Hennes Weisweiler 1953 der direkte Wiederaufstieg, allerdings stieg man bereits ein Jahr später erneut in die Zweitklassigkeit ab. Bis heute war dies das letzte Gastspiel der Fußballmannschaft des „Spö“ in der höchsten Spielklasse. Die erste Fußballmannschaft stieg 2017 in die Bezirksliga auf.
1965 erfolgte seitens der 1. Hockey-Mannschaft der Aufstieg in die Oberliga. Die Hockey-Herrenmannschaft spielte in der Hallensaison 2015/16 in der 1. Regionalliga West und in der Feldsaison 2015/16 in der 1. Verbandsliga Gruppe B West.

## Sportliche Erfolge
- 1921 Rheingau-Meisterschaft gegen den KBC Köln
- 1922 Rheingau-Meisterschaft der Fußballer;
- 1923 Rheingaumeister und Rheingau-Pokalmeisterschaft
- 1925 Fußball-Westkreismeister
- 1934 4-mal-100-Meter-Staffel wird westdeutscher Meister. Karl Jansen wird Deutscher Meister im Kugelstoßen.
- 1946 Fußball-Bezirksmeisterschaft „Linker Niederrhein“ (seinerzeit höchste Spielklasse) und Teilnahme an der Niederrhein-Endrunde.
- 1947 Fußball-Bezirksmeisterschaft "Linker Niederrhein" und Teilnahme an der Niederrhein-Endrunde.
- 1950 Fußball: Meister der 2. Division West
- 1957 Westdeutscher Meister im Tischtennis. Hans-Werner Schippers und Werner Hoeveler werden westdeutsche Meister im Doppel.
- 1959 Hans-Werner Schippers und Hilde Gröber (Duisburg) werden Deutsche Meister im Tischtennis-Mixed.
- 1978 Deutscher Meister im Feldhockey in der Altersklasse Knaben A
- 1980 Deutscher Vizemeister im Hallenhockey in der Altersklasse Jugend B
- 1987 Fußballmeister der Verbandsliga und Aufstieg in die höchste Deutsche Amateurklasse, der Amateur-Oberliga
- 1990 Deutscher Amateur Vizemeister
- 1999 Aufstieg in die erste Feldhockey-Bundesliga
- 2001 Finalsieg der Hockey-Herren im letztmals ausgetragenen Pokalwettbewerb durch ein 3:2 gegen den Club an der Alster Hamburg
- 2002 Dritter Platz der Hockey-Herren beim Europapokal der Pokalsieger in Eindhoven
- 2009 Erstmaliger Aufstieg der Hockey-Herren in die 1. Hallenhockey-Bundesliga
- 2009 Wiederaufstieg der 1. Fußball-Mannschaft in die Landesliga Nordrhein

## Persönlichkeiten

### Trainer
- Fritz Pliska (1949–1952)
- Hennes Weisweiler (1952–1954)
- Jean Paffrath (1962–1963)
- Gyula Lóránt (1964)
- Horst Riege (2002)

### Spieler
- Lawrence Aidoo
- Franz Alexius
- Pietro Callea
- Tim Erfen
- Frank Hammerschlag
- Thomas Hoersen
- Hilmar Hoffer
- Franz Islacker
- Stefan Jörissen
- Jörg Jung
- Eckhard Krautzun
- Sinan Kurt
- Yves Ngongang
- Jean Paffrath
- Werner Pöhler
- Alfred Post
- Norbert Ringels
- René Schnitzler
- Jean-Louis Tavarez
- Heinz Vossen
- Hermann-Josef Wilbertz
- Peter Wynhoff

## Spielstätte
Bis Ende 2019 trug der Rheydter SV seine Heimspiele im Jahnstadion aus. Ab Juni 2020 wurde dieses abgerissen und dort durch die Stadt Mönchengladbach der Campus-Park errichtet.
Entgegen ersten Plänen, dass der RSV während der Bauzeit auf der Bezirkssportanlage Odenkirchen-Süd spielen sollte, trug dieser seine Heimspiele vorübergehend auf dem Sportplatz Mülfort aus. Nach Fertigstellung des Campus-Parks spielt der RSV seit August 2021 dort.